# Merce Cunningham

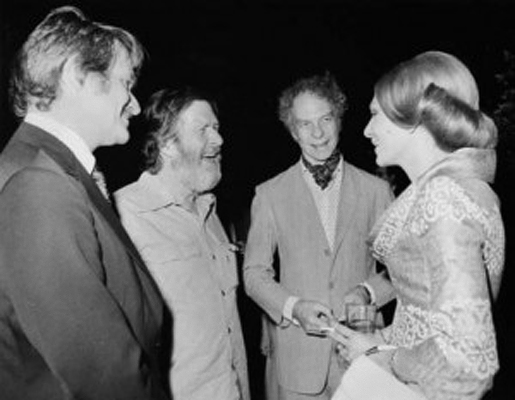
Merce Cunningham (drugi od prawej) i John Cage podczas spotkania z cesarzową Farą Pahlavi, 1972

Mercier Philip „Merce” Cunningham (ur. 16 kwietnia 1919 w Centralii w stanie Waszyngton, zm. 26 lipca 2009 w Nowym Jorku) – amerykański tancerz i choreograf. W swojej ponad 70-letniej karierze zrewolucjonizował sposób podejścia do choreografii i samej prezentacji baletu. Można go porównać do roli, jaką w początkach XX wieku odegrał Wacław Niżyński.

## Życiorys
Naukę tańca rozpoczął w wieku 10 lat. W latach 1937–1939 uczył się w Cornish College of the Arts w Seattle. W czasie nauki w tej szkole zauważyła go słynna choreografka Martha Graham i zaprosiła do współpracy z jej zespołem. Jesienią 1939 przeniósł się do Nowego Jorku i rozpoczął trwającą siedem lat pracę solisty w zespole Marthy Graham. Pierwszy zanotowany występ solo miał miejsce w Nowym Jorku w kwietniu 1944, z muzyką kompozytora Johna Cage'a. Ta współpraca zaowocowała nie tylko sukcesem artystycznym ale i trwałym związkiem romantycznym przez całe życie, do śmierci kompozytora w 1992. 
W 1953 Cunningham zawiązał zespół "Merce Cunningham Dance Company". Siedzibą zespołu pozostał Nowy Jork. W trwającej ponad pięćdziesiąt lat pracy zespołu Cunningham był jego głównym motorem artystycznym i innowacyjnym. Stworzył ponad dwieście choreografii i osiemset specyficznych przedstawień baletowych. Sam tańczył do bardzo późnego wieku, występował na scenie jeszcze w początkach lat 90. ub. wieku, kiedy miał już ponad 70 lat.
Ostatnim przedstawieniem scenicznym była choreografia Blisko dziewięćdziesięciu, zaprezentowana w Nowym Jorku w Brooklyn Academy of Music w kwietniu 2009, na kilka miesięcy przed śmiercią artysty.
Nowatorstwem choreografii Cunninghama było wyzwolenie samego tańca, jako formy niezależnej od innych elementów przedstawienia scenicznego. Artysta w licznych układach tanecznych uniezależniał ruch tancerzy od muzyki i "opowieści" lub treści baletu. Sam ruch tancerza lub tancerki był samowystarczalnym przekazem artystycznym. Krytyk baletu, Polly Anderson w podtytule eseju o Cunninghamie napisanym w kilka dni po śmierci artysty powiedziała: "Przesunął granice choreografii, wyzwalając taniec z ograniczeń opowieści i muzyki".

## Ważniejsze choreografie i nagrody
Oryginalna, postmodernistyczna choreografia Cunninghama zaczęła się chyba właśnie od współpracy z Johnem Cage w latach 40. ub. wieku. Od tamtego czasu obaj, w swoich dziedzinach, rozpoczęli poszukiwania nowych środków wyrazu. Publiczne pokazy jego choreografii często przyjmowane były jako bardzo kontrowersyjne. Zdarzyły się przypadki opuszczania widowni w trakcie przedstawienia, gwizdy i inne wyrazy dezaprobaty. Pewien przełom nastąpił po tournée zespołu Cunninghama w Europie i bardzo pozytywnym przyjęciu jego choreografii przez znane gwiazdy baletu europejskiego, jak Fryderyk Ashton, Rudolf Nuriejew i Margot Fonteyn. W Ameryce współpracował z nim Michaił Barysznikow, który zaadaptował choreografie Cunnighama dla swojego zespołu "White Oak Dance Project".
Wybrane choreografie
- Septet (1953)
- Rainforest (1968)
- Sounddance (1975)
- Exchanhe (1978)
- Pictures (1984)
- Cargo X (1989)
- Biped (1999)

Mimo kontrowersyjności jego podejścia do tańca, Cunningham był wielokrotnie nagradzany za swoje osiągnięcia artystyczne w Stanach Zjednoczonych i na arenie międzynarodowej. Z wielu nagród wymienić można: Nagroda Laurence'a Oliviera (Best New Dance Production, Londyn, 1985), Kawaler (1989) i Oficer (2004) Orderu Legii Honorowej, National Medal of Arts (USA, 1990), Złoty Lew z Biennale Sztuki w Wenecji (1995).